# Annikki
Annikki es un espíritu o una diosa de la mitología finlandesa, hija de Tapio y Mielikki. A veces identificada como diosa de las pesadillas. Era hermana del héroe Kullervo, pero fueron separados desde muy pequeños. Como adultos, se volvieron a encontrar y tuvieron relaciones sexuales, pero descubrieron tarde su parentesco y decidieron sucidarse por vergüenza.